# Колонија дел Сакраменто
Колонија дел Сакраменто (шп. Colonia del Sacramento) је мали град и центар истоименог департмана на реци Ла Плата у Уругвају. На другој страни широке реке је Буенос Ајрес у Аргентини. Године 2004. град је имао 21.714 становника.
То је најстарији град у Уругвају основан крајем јануара 1680. Основао га је Дон Мануел Лобо, гувернер Рио де Жанеира. Око Колоније су се вековима борили Шпанци и Португалци, од 1821. до 1828. овде су владали Бразилци, а од 1828. град је у независном Уругвају.
Данас се у граду може уочити разлика између старих калдрмисаних уличица неправилног облика које су изградили Португалци и стриктно правоугаоне структуре шпанских уличица. Историјски центар Колоније дел Сакраменто је 1995. проглашен УНЕСКО спомеником Светске баштине.
До Колоније де Сакраменто свакодневно саобраћају трајекти из Буенос Ајреса.

## Становништво
| 1963.  | 1975.  | 1985.  | 1996.  | 2004.  | 2011.  |
| ------ | ------ | ------ | ------ | ------ | ------ |
| 12.846 | 17.046 | 19.102 | 22.200 | 21.714 | 26.231 |

## Партнерски градови
- Пелотас
- Фелтре
- Гимараис

## Галерија
- Градска капија
- Главна црква
- Светионик и остаци манастира
- Једна од историјских кућа